# Janusz Wieczorek

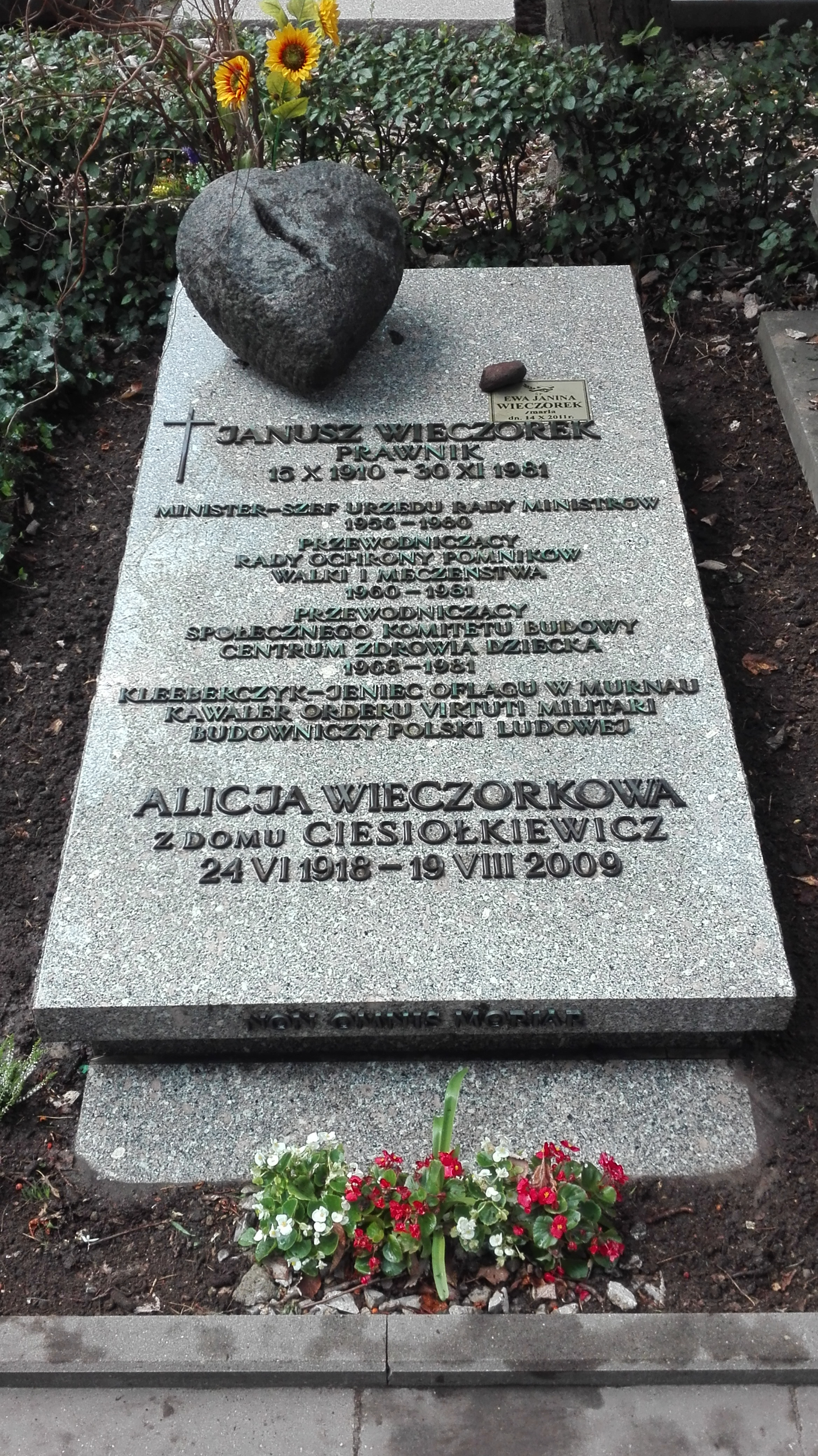
Grób Janusza Wieczorka w Alei Zasłużonych na Wojskowych Powązkach

Janusz Stanisław Wieczorek (ur. 15 października 1910, zm. 30 listopada 1981) – polski działacz państwowy, prawnik, społecznik, szef Urzędu Rady Ministrów w latach 1956–1980.

## Życiorys

### Dzieciństwo i młodość
Urodził się 15 października 1910 roku. Syn Józefa i Janiny (z domu Mniewska). Uczęszczał do Liceum im. Bolesława Chrobrego w Piotrkowie Trybunalskim. Od 1926 roku brał udział w pracach Organizacji Młodzieży Towarzystwa Uniwersytetu Robotniczego (OM TUR) w sekcjach krajoznawczych, oświatowych i sportowych. W 1936 roku ukończył studia na Wydziale Prawa Uniwersytetu Warszawskiego. Podczas studiów ukończył także dwuletnie Wyższe Kursy Buchalterii i Księgowości. W latach 1933–1934 odbył służbę wojskową w Dywizyjnym Kursie Podchorążych w Częstochowie. W okresie od 6 sierpnia 1935 do 15 września 1935 odbył ćwiczenia wojskowe. 1 stycznia 1936 roku został mianowany podporucznikiem rezerwy. 12 lipca 1939 roku otrzymał przydział mobilizacyjny do Ośrodka Wyszkolenia Rezerw Piechoty w miejscowości Różan nad Narwią. W ostatnich dniach sierpnia 1939 r. w różańskich koszarach sformowano z nadwyżek mobilizacyjnych batalion piechoty liczący około 1000 żołnierzy-rezerwistów, pochodzących w większości z województwa warszawskiego. J. Wieczorek został mianowany adiutantem dowódcy batalionu „Różan” – porucznika służby stałej Lucjana Kudły.
W trakcie studiów, w latach 1934–1936, pracował w firmach prywatnych jako buchalter i księgowy. Od 1936 roku – do czasu powołania do wojska w 1939 roku – piastował stanowisko naczelnika Wydziału Prawnego w Ministerstwie Pracy i Opieki Społecznej.

### Kampania wrześniowa i lata okupacji
We wrześniu 1939 roku został powołany do wojska w stopniu podporucznika rezerwy i uczestniczył w kampanii wrześniowej. Następnie do 1945 roku przebywał w niemieckiej niewoli.
2 września 1939 z batalionem „Różan” wymaszerował na stację kolejową Pasieki, skąd 4 września dotarł do Białej Podlaskiej a następnie przemaszerował do wsi Sidorki. 11 września batalion otrzymał rozkaz wymarszu do Brześcia w celu wzmocnienia załogi tamtejszej twierdzy. Rankiem 13 września wraz z batalionem dotarł na przedmieście Brześcia. Dowódca twierdzy nie przyjął jednak żołnierzy ze względu na brak uzbrojenia przeciwpancernego i rozkazał maszerować w kierunku Kobrynia. W trakcie marszu uczestniczył po raz pierwszy w walce pod Tryszynem, a następnie pod Serokomlą. 20 września dowódca batalionu otrzymał rozkaz wcielający batalion „Różan” do grupy wojsk tworzonej przez generała dywizji Franciszka Kleeberga.
Brał udział w bitwie pod Kockiem stoczonej 5 października 1939 pod dowództwem generała Kleeberga. Był kawalerzystą, dowódcą 8 kompanii III batalionu SGO „Polesie”.
Po wojnie był inicjatorem sprowadzenia prochów generała Kleeberga do Polski i złożenia ich wśród żołnierzy poległych w ostatniej bitwie kampanii wrześniowej na cmentarzu wojennym w Kocku (5 października 1969 roku – w trzydziestą rocznicę walk). Przewodniczył zorganizowanej z tej okazji manifestacji antywojennej.
W Biuletynie Okolicznościowym wydanym w 2015 roku z okazji 76 rocznicy ostatniej bitwy wojny obronnej stoczonej pod Kockiem, Adamowem, Serokomlą i Wolą Gułowską (1–5 X 1939) mjr Bogdan Walas, żołnierz AK z V Okręgu Lublin, wspominając uroczystości z 1969 pisze m.in.: 

Były uczestnik tej bitwy, minister Janusz Wieczorek, w swoim przemówieniu podczas uroczystości pogrzebowej powiedział m.in.: „Jego grób tak jak i te żołnierskie mogiły – stanowią symbol cnót rycerskich, zawartych w przysiędze „Za Honor i Ojczyznę.” Są one najbardziej przekonującym dowodem, że Ojczyzna dla każdego z tych mężnych ludzi była wartością najcenniejszą, a obrona jej honoru – ich największą powinnością żołnierską.

5 października 1980 roku J. Wieczorek dokonał odsłonięcia pomnika generała Franciszka Kleeberga dłuta Kazimierza Danielewicza. Inicjatywa sprowadzenia prochów generała Kleeberga została doceniona przez ocalałych żołnierzy ostatniej bitwy kampanii wrześniowej.
Włodzimierz Wójcikowski w publikacji „Śladami ostatniej bitwy gen. Kleeberga”, przytacza następujący fakt:

Dramatyczną w tym momencie sytuację grożącą wielkimi stratami, a nawet zupełnym zniszczeniem wyczerpanego walką pułku uratowała przytomność dowódcy 8 kompanii z 3 batalionu ppor. rezerwy Janusza Wieczorka. Rozkazem "padnij" zatrzymał on swoją około stuosobową      kompanię, która zaczęła osłaniać odwrót karabinowym ogniem.

Jako żołnierz Samodzielnej Grupy Operacyjnej „Polesie”, 5 października 1939 roku został wzięty do niewoli – najpierw do obozów w Radomiu, Kielcach i Arnswalde. Pod koniec października 1939 roku trafił do oflagu VII A w Murnau w Bawarii (blok F9). Tam był więziony do końca okupacji (numer jeniecki: 2317). Był uczestnikiem obozowego ruchu oporu, brał udział wspólnie z innymi 9 więźniami, w drążeniu podkopu o długości 40 m. Na rozkaz generała dywizji Tadeusza Kutrzeby, wskutek decyzji najstarszego więźnia oflagu generała dywizji Juliusza Rómmla, ze względu na bezpieczeństwo innych więźniów ta droga ucieczki nie została wykorzystana.
W oparciu o wydarzenia z oflagu VII A Murnau dotyczące wykonanego podkopu został nakręcony w 1987 roku film pt. „Wielki Wóz” w reżyserii Marka Wortmana.
Za wykonanie rozkazu i obywatelską postawę, w maju 1945 wszyscy żołnierze pracujący przy budowie podkopu otrzymali od generała Tadeusza Kutrzeby podziękowanie.
W obozie organizował kursy prawnicze. Był współorganizatorem i wykładowcą tajnego nauczania w zakresie uniwersyteckich studiów prawniczych. Tłumaczył na język polski podręczniki prawa z łaciny, rosyjskiego i niemieckiego.
W obozach jenieckich, głównie w Murnau, był uczestnikiem ruchu oporu, współorganizatorem tajnego komitetu pomocy internowanym w obozach koncentracyjnych
W uznaniu zasług związanych z udziałem w kampanii wrześniowej oraz w ruchu oporu w obozie jenieckim w Murnau – został po wojnie awansowany do stopnia majora rezerwy.

### Okres powojenny
Po oswobodzeniu z niewoli niemieckiej starał się jak najszybciej dotrzeć do Polski. Żołnierski mundur, plecak, a w nim kilka książek, zapisane drobnym pismem bruliony, listy od rodziny i od narzeczonej, wojskowe sztućce – to cały jego dobytek, z jakim miał rozpocząć nowe życie. Najpierw skierował się do rodzinnej Warszawy, gdzie natychmiast włączył się do odbudowy stolicy ze zniszczeń oraz do tworzenia powojennej administracji państwowej.
Po wojnie zajmował różne stanowiska państwowe i funkcje społeczne. W latach 1945–1948 pracował jako kierownik w Ministerstwie Pracy i Opieki Społecznej. Następnie został mianowany zastępcą naczelnika, a później dyrektorem Biura Organizacyjnego w Prezydium Rady Ministrów (1948–1950). W 1950 roku został powołany na stanowisko wiceprezesa Państwowej Komisji Etatów przy Prezesie Rady Ministrów. 3 sierpnia 1956 roku objął stanowisko szefa Urzędu Rady Ministrów, które sprawował nieprzerwanie do przejścia na emeryturę 12 listopada 1980 roku. Ocena jego pracy przez prof. Wincentego Kawalca:

Na tym stanowisku mógł utrzymać się tak długo tylko człowiek, który posiadał takie cechy jak: wybitne zdolności organizacyjne, wiedzę fachową, pracowitość, systematyczność, umiejętność postępowania z ludźmi

Jednocześnie sprawował społecznie funkcję przewodniczącego Rady Ochrony Pamięci Walk i Męczeństwa (1960–1981). Rada pod jego przewodnictwem upamiętniła tysiące miejsc pamięci, wydawała publikacje, książki, foldery, mapy, przewodniki, pamiętniki – poświęcone szczególnie II wojnie światowej, w tym m.in.: „Przewodnik po upamiętnionych miejscach walk i męczeństwa lata wojny 1939–1945”, „Dla Ciebie Ojczyzno”, „Przez Lata Walki”, „Walka. Śmierć. Pamięć”, „Treblinka”.
Dwudziestą trzecią rocznicę działalności Rady – Lesław M. Bartelski – poeta, publicysta, żołnierz AK podsumował następująco:

Rada Ochrony Pomników Walki i Męczeństwa, powołana specjalną Ustawą Sejmową z 2 lipca 1947 roku, zaczęła właściwie swoją działalność dziesięć lat temu pod przewodnictwem szefa Urzędu Rady Ministrów min. Janusza Wieczorka; sekretarzem generalnym został wybrany dyr. Józef Pietrusiński. Przez te dziesięciolecie działalności ROPWiM zyskała sobie olbrzymi autorytet w społeczeństwie dzięki swym bezspornym osiągnięciom. Słynne już dzisiaj w całej Europie pomniki na Westerplatte, w Bydgoszczy, Kołobrzegu, w Siekierkach nad Odrą, w obozach zagłady: Oświęcimiu-Brzezince, Sobiborze, Sztutowie, Płaszowie, Bełżcu, Rogoźnicy, Treblince czy ostatnio odsłonięty na Majdanku upamiętniają miejsca walk i martyrologii narodu polskiego z lat ostatniej wojny.

Członek Prezydium Polskiego Komitetu Solidarności z Ludem Hiszpanii (PKSzLH), powstałego w 1962 roku z inicjatywy obecnych na Międzynarodowej Konferencji Pomocy dla Narodu Hiszpańskiego w Rzymie – Eugeniusza Szyra i Józefa Ozgi-Michalskiego, którego celem było organizowanie akcji solidarności i pomocy materialnej dla hiszpańskiej opozycji.

Był także inicjatorem budowy Pomnika Szpitala Centrum Zdrowia Dziecka i przewodniczącym Społecznego Komitetu Budowy CZD (1968-1981). Wiceprzewodniczący Polskiego Komitetu Obchodów Międzynarodowego Roku Dziecka (1979). Jego działalność na tym polu charakteryzuje wypowiedź Lesława M. Bartelskiego:

Z ministrem Wieczorkiem miałem okazję zetknąć się wcześniej, jako z szefem ówczesnego URM, a teraz mogłem się przekonać o jego energii oraz doświadczeniu w pracy społecznej i organizacyjnej. Był świetnym urzędnikiem, ale nie miał w sobie nic z biurokraty i cenił we współpracy każdy głos, biorąc pod uwagę w pierwszym rzędzie możliwość realizacji zgłoszonego wniosku

Był ponadto wiceprzewodniczącym Społecznego Komitetu Odbudowy Zamku Królewskiego w Warszawie (1971–1981). Od września 1969 był członkiem Prezydium Zarządu Głównego ZBoWiD, był także członkiem Rady Naczelnej tej organizacji. Honorowy Przewodniczący Klubu Oficerów Rezerwy przy Urzędzie Rady Ministrów (1978–1981). W ramach dokumentowania historii Polski i upamiętniania martyrologii poległych w II wojnie światowej – zapisał się jako inicjator wielu publikacji książkowych, m.in.: dwutomowego dzieła „Miasta polskie w tysiącleciu”, „Wojna i dziecko”.
Był orędownikiem sprowadzenia do Polski prochów generała broni Władysława Sikorskiego. Dzięki jego pomocy w 1972 roku sprowadzono do kraju i pochowano na cmentarzu w Zakopanem ciało żony Naczelnego Wodza – Heleny Sikorskiej, zmarłej w Wielkiej Brytanii. Ostatnią wolą Heleny Sikorskiej „było, by pochowano ją w grobowcu razem z rodzicami – Julianem i Olgą Zubczewskimi. Wolę zmarłej spełnił jej szwagier – pułkownik Marceli Kycia, zamieszkały w Londynie, który dzięki przychylności władz Polski oraz pomocy Ministra [Janusza] Wieczorka [szefa Urzędu Rady Ministrów] mógł przyjechać do kraju z prochami Heleny Sikorskiej i tu pochować ją na cmentarzu”.
Autor wielu publikacji z zakresu prawa administracyjnego i reform administracyjnych w Polsce. Interesował się historią prawa, w szczególności systemem prawa w Polsce. Z jego inicjatywy opracowany został skorowidz przepisów prawnych 1918–1974. Jako Szef Urzędu Rady Ministrów przyczynił się do powstania w drugiej połowie lat sześćdziesiątych pracowni mikrofilmowej w URM i przekształcenia Składnicy Akt URM w Archiwum Urzędu.
Wszystkie swoje honoraria otrzymane za artykuły, przedmowy oraz z tytułu innych praw autorskich przekazywał na cele społeczne dla potrzebujących wsparcia finansowego dzieci.
Zasłużony działacz Automobilklubu Warszawskiego.
Od 7 grudnia 1946 roku należał do Polskiej Partii Socjalistycznej, a od Kongresu Zjednoczeniowego PPR i PPS w grudniu 1948 roku – do Polskiej Zjednoczonej Partii Robotniczej.
Janusz Wieczorek zmarł 30 listopada 1981 roku. Pogrzeb, poprzedzony mszą świętą w bazylice Świętego Krzyża na Krakowskim Przedmieściu, odbył się w dniu 6 grudnia 1981 roku. Ówczesne władze starały się wpłynąć na rodzinę, aby odstąpiła od zamiaru zorganizowania pogrzebu katolickiego. Jest pochowany w Alei Zasłużonych na Cmentarzu Wojskowym na Powązkach – kwatera B 32 tuje, 9 grób. W imieniu władz w pogrzebie udział wzięli m.in. zastępca przewodniczącego Rady Państwa Kazimierz Secomski, szef Urzędu Rady Ministrów gen. bryg. Michał Janiszewski oraz minister kultury i sztuki Józef Tejchma, który wygłosił przemówienie w imieniu Rady Ministrów PRL. Nagrobek został ufundowany przez najbliższą rodzinę, która odmówiła jego sfinansowania ze środków państwowych.

## Rodzina
Cała najbliższa rodzina: rodzice (Józef i Janina), brat Jerzy (inżynier rolnictwa, absolwent SGGW) wraz z żoną Wandą i trojgiem dzieci (Grażyną, Jerzym, Januszem), siostra Irena Sarzyńska, jej mąż Ryszard Sarzyński (prawnik) zostali zamordowani 5 sierpnia 1944 roku podczas rzezi na Woli, na terenie fabryki Ursus w czasie powstania warszawskiego.
24 listopada 1945 roku ożenił się z Alicją z domu Ciesiołkiewicz, z którą miał troje dzieci: Ewę Wieczorek – artystę plastyka, Marię (zmarłą w czasie porodu) i Piotra.

## Odznaczenia i wyróżnienia
- Krzyż Komandorski z Gwiazdą Orderu Odrodzenia Polski
- Krzyż Oficerski Orderu Odrodzenia Polski
- Krzyż Srebrny Orderu Wojennego Virtuti Militari[34].
- Order Budowniczych Polski Ludowej (1980)[35]
- Order Sztandaru Pracy I klasy
- Order Sztandaru Pracy II klasy
- Srebrny Krzyż Zasługi[36]
- Order Uśmiechu (1978)
- Medal „Za udział w wojnie obronnej 1939” (1981)[37]
- Złoty Medal „Za zasługi dla obronności kraju” (1973)[38]
- Brązowy Medal „Za zasługi dla obronności kraju” (1967)[39]
- Medal Komisji Edukacji Narodowej (1971)[40]
- Złota odznaka Związku Nauczycielstwa Polskiego (1969)[41]
- Złoty Krzyż „Za Zasługi dla ZHP” (1979)[42]
- Odznaka Honorowa Polskiego Czerwonego Krzyża IV stopnia
- Honorowa odznaka Polskiego Związku Narciarskiego (1969)[43]
- Medal „Przyjaciel Centrum Zdrowia Dziecka” (2003), przyznany pośmiertnie z okazji 25-lecia Instytutu „Pomnika Centrum Zdrowia Dziecka”.
- Srebrny Order Zasługi dla Ojczyzny (NRD) II klasy (1972)
- Order Sztandaru Węgierskiej Republiki Ludowej II stopnia (1974) – order wręczył ambasador WRL w Warszawie Josef Nemeti[44].
- Wielki Oficer Orderu Infanta Henryka (1976) – odznaczenie państwowe nadane przez Prezydenta Portugalii Francisco da Costa Gomes za wybitne zasługi dla Portugalii i jej kultury[45].
- Medal jubileuszowy „Dwudziestolecia zwycięstwa w Wielkiej Wojnie Ojczyźnianej 1941–1945” (ZSRR, 1970)
- Odznaka honorowa „Za Zasługi dla Warszawy” (1965)[46]
- Odznaka honorowa „Za zasługi dla Gdańska” (1960)[47]
- Odznaka honorowa „Za zasługi w rozwoju województwa koszalińskiego” (1968)[48]
- Odznaka „Zasłużony dla województwa rzeszowskiego” (1970)[49]
- Odznaka „Budowniczy Nowej Huty” (1959)[50]
- Tytuł Honorowego obywatela miasta Kocka (1971)[51]
- Honorowy Obywatel Miasta Oleśnicy (1964)[52]
- Honorowy Obywatel Grybowa. Godność nadana w 1966 uchwałą Miejskiej Rady Narodowej w uznaniu „szczególnych zasług dla rozwoju 600-letniego, aktywnie rozwijającego się miasta”[53]
- Honorowy Obywatel Fromborka (1974) – na wniosek Sztabu Operacji 1001-Frombork[54]

Na budynku Centrum Zdrowia Dziecka znajduje się tablica upamiętniająca osobę i dokonania Janusza Wieczorka.